# Гарольд в Італії
«Гарольд в Італії» (фр. Harold en Italie) ― симфонія для оркестру з солюючим альтом Гектора Берліоза, op. 16. Твір написаний в 1834 році і присвячений другові композитора, Юберу Феррану. За жанром «Гарольд в Італії» займає проміжне місце між симфонією і концертом. «Гарольд в Італії» вважається одним з найбільших творів для альта у світовій музичній літературі і входить в репертуар відомих виконавців на цьому інструменті. У різний час запису цієї симфонії зробили Вільям Прімроуз, Нобукі Імаї, Пінхас Цукерман, Юрій Башмет та інші відомі альтисти.

## Історія створення
У 1833 році Нікколо Паганіні попросив Берліоза написати сольний твір для альта — інструменту, яким Паганіні добре володів. На початку 1834 року композитор показав йому закінчену першу частину, в якій партія альта соло трактувалася не як у концерті (де соло інструмент домінує над оркестром), а лише трохи виділялася із загальної маси оркестрової і містила багато пауз. Паганіні не схвалив цього, сказавши, що волів би грати без великих пауз. Незабаром Паганіні через слабке здоров'я надовго поїхав до Ніцци, а Берліоз продовжив писати симфонію, взявши як програму фрагмент поеми Джорджа Гордона Байрона «Паломництво Чайлд-Гарольда».
Берліоз писав про створення симфонії:
| „Я задумав написати для оркестру ряд сцен, в яких альт соло звучав би як досить активний персонаж, який зберігає всюди притаманний йому характер; я хотів уподібнити альт меланхолійному мрійнику в дусі «Чайльд Гарольда» Байрона…“ |
23 листопада 1834 року симфонія була вперше виконана в Паризькій консерваторії (диригент Нарсіс Жирар), виконував соло Кретьєн Юран. Паганіні, якому так і не вдалося її виконати через хворобу, почув її лише в 1838 році і захоплено відгукнувся про неї.
Існують перекладення «Гарольда в Італії»: для альта і фортепіано Ференца Ліста і для фортепіано в чотири руки Мілія Балакірєва.

## Структура
В симфонії чотири частини:
1. «Гарольд в горах. Сцени меланхолії, щастя і радості» (Harold aux montagnes. Scènes de mélancolie, de bonheur et de joie).
2. «Хода паломників, що співають вечірню молитву» (Marche des pélérins chantant la prière du soir).
3. «Серенада горця в Абруццо до своєї коханої» (Sérénade d'un montagnard des Abruzzes à sa maîtresse)
4. «Оргія розбійників. Спогади про попередні сценах» (Orgie des brigands. Souvenirs des scènes précédentes)